# Раймонда Кудіте
Раймонда Кудіте (нар. 10 жовтня 1975) — литовська футболістка, півзахисниця.

## Клубна кар'єра
З дитинства захоплювалася гандболом та баскетболом. Проте поступово захопилася футболом. Спочатку грала разом з хлопчаками у дворі, а з 7-річного віку вирішила займатися футболом. За підтримки хрещеного батька з 12 років займалася в жіночій футбольній секції міста Каунас. З 1989 по 1991 рік виступала в жіночому чемпіонаті СРСР за «Коттон» (Каунас). Після розпода СРСР продовжувала грати в футбол у Литві, проте у цій країні на той час не було професіонального жіночого футболу. На початку 1990-х років під час виїзного матчу проти Болгарії, на Раймонду звернув увагу представник селекційного відділу одного з болгарських клубів. У 1994 року підписала контракт з «Варною», в якій виступала до 1996 року. Проте через фактичну втрату професіонального статусу жіночого футболу в Болгарії вирішила повернутися до Литви.
З 1999 року виступала в Росії, спочатку захищала кольори воронезької «Енергії». У 2000 році перейшла в «Кубаночку». Через фінансові проблеми залишила команду й переїхала до України, де відіграла рік у донецькому «Металурзі». Проте й у донеччан розпочалися фінансові проблеми, команда втратила спонсора. Тому сезон 2003 року на запрошення Володимира Кулаєва литовка розпочала в «Харків-Кондиціонері», допомогла тій команді вигати золоті медалі чемпіонату України та кубок України. Окрім цього ще й стала найкращим бомбардиром чемпіонату України. У 2004 році знову виграє чемпіонат України, цього разу вже в команді під назвою «Металіст» (У 2004 році «Харків-Кондиціонер» увійшов до структури «Металіста»). У харківському клубі відіграла три сезони, в чемпіонатах України відзначилася 43-а голами. Згодом повернулася до Литви, виступала в клубі «Гінтра Універсітетас». Учасниця жіночої лігої Чемпіонів у складі «Гінтри». У 2011 році виїхала до Польщі, де протягом двох сезонів виступала у «Гурнику» (Ленчна)

## Кар'єра в збірній
Викликалася до молодіжної збірної СРСР. На початку 1990-х років грала за збірну Литви. Через фінансові труднощі та відсутність кваліфікованих гравчинь тривалий період часу ця збірна не функціонувала. Після відродження збірної досвідчена півзахисниця знову почала викликатися до її складу. Востаннє футболку національної команди одягала 8 березня 2011 року в переможному (4:1) домашньому поєдинку чемпіонату Європи проти Люксембургу. Кудіте вийшла на поле в стартовому складі та відіграла увесь матч.

## Досягнення

### Командні
«Харків-Кондиціонер»
- Чемпіонат України
  -  Чемпіон (1): 2003

- Кубок України
  -  Володар (1): 2003

«Металіст»
- Чемпіонат України
  -  Чемпіон (1): 2004

- Кубок України
  -  Володар (1): 2004

### Індивідуальні
«Харків-Кондиціонер»
- Найкращий бомбардир чемпіонату України (1): 2003